# Plaza Catedral
Plaza Catedral è un film drammatico panamense del 2021 diretto da  Abner Benaim. 

## Trama
La vicenda è incentrata nel centro storico di Panama, tra i sensi di colpa di una donna Alicia e il furbo tredicenne Chief.

## Riconoscimenti
Il film, nel 2021, è stato selezionato come candidato panamense per il miglior lungometraggio internazionale ai Premi Oscar 2022, entrando quindi nella short-list dei nove candidati per l'Oscar al miglior film straniero.